# 419
Cette page concerne l'année 419  du calendrier julien. Pour l'année 419 av. J.-C., voir 419 av. J.-C. Pour le nombre 419, voir 419 (nombre).
L'année 419 est une année commune qui commence un mercredi.

## Événements
- 3 janvier : rescrit de l'empereur Honorius ordonnant que le pape Boniface Ier quitte Rome[1].
- 2 février : en Chine, début du règne de Gongdi, dernier empereur de la première dynastie Jin (fin le 6 juillet 420)[2].
- 8 février : Honorius convoque un synode à Ravenne qui interdit aux deux prétendants à la papauté d'entrer dans la ville de Rome[1].
- 18 mars : Eulalien entre dans Rome pour y célébrer les cérémonies de Pâques. Déposé par Honorius le 3 avril, il est chassé par les troupes impériales qui installent Boniface[1].
- 10 avril : Boniface Ier entre dans Rome[1].

## Naissances en 419
- 2 juillet : Valentinien III, empereur romain d'Occident.

## Décès en 419
- Wallia, roi des Visigoths (ou 418).